# 日立情報システムズ
株式会社日立情報システムズ（ひたちじょうほうシステムズ）は、かつて存在した東京都品川区に本社を置く日立グループのシステムインテグレーター（メーカー系）。日立グループ内のアウトソーシングおよび公共系の顧客に強みをもつ。

## 沿革
- 1959年6月 - 株式会社日本ビジネスコンサルタント（略称:NBC）として創業。
- 1960年 - 日立製作所の出資を受け入れる。
- 1984年 - 株式会社日立情報ネットワーク設立。
- 1987年 - 東京証券取引所市場第二部に上場。
- 1989年10月 - 日本ビジネスコンサルタントが株式会社日立情報システムズに商号変更。
- 1993年 - 独禁法違反事件を機に従来以上の法令遵守徹底強化。
- 1997年 - 東京証券取引所市場第一部に上場。
- 2000年 - 日立ネットビジネス株式会社設立。
- 2001年 - 日立情報システムズが存続会社となり、日立情報ネットワークと合併。
- 2003年 - 委員会等設置会社に移行。
- 2004年4月 - 日立情報システムが、債務超過に陥っていた日立ネットビジネスを吸収合併。
- 2009年7月 - 日立製作所による株式のTOBおよび100%子会社化（株式交換、上場廃止）が発表される。
- 2010年2月 - 日立製作所の完全子会社となる。
- 2011年
  - 3月28日 - 情報・通信システム事業の強化のため、2011年10月1日付で日立電子サービスとの合併を発表。
  - 10月 - 日立電子サービスと対等合併し、株式会社日立システムズに商号変更。

## スポーツ振興
1989年10月、日本初の実業団チームとして女子ライフル射撃部が発足。ソウル・バルセロナ・アトランタオリンピック代表の源洋子、シドニー・アテネオリンピック代表の三崎宏美、2006年アジア競技大会代表の岩田聖子らを輩出している。
また、毎年従業員が参加する「全社ビームライフル射撃大会」が開催されている。